# Blaschette
Blaschette (en luxemburguès: Blaaschent; en alemany: Blascheid) és un poble del municipi de Lorentzweiler situada al districte de Luxemburg del cantó de Mersch. Està a uns 10 km de distància de la ciutat de Luxemburg.